# Inhambupe (kommun)
Inhambupe är en kommun i Brasilien.   Den ligger i delstaten Bahia, i den östra delen av landet, 1 100 km öster om huvudstaden Brasília. Antalet invånare är 36 290.
Följande samhällen finns i Inhambupe:
- Inhambupe

Omgivningarna runt Inhambupe är huvudsakligen savann. Runt Inhambupe är det ganska glesbefolkat, med 26 invånare per kvadratkilometer.